# Celmisia repens
Celmisia repens là một loài thực vật có hoa trong họ Cúc. Loài này được (Kunth) Sch.Bip. mô tả khoa học đầu tiên năm 1856.